# Лавренова, Ольга Александровна (географ)
О́льга Алекса́ндровна Лавре́нова (род. 18 сентября 1969, Херсон, УССР) — российский географ, культуролог, философ, рериховед. Автор семиотической концепции культурного ландшафта. Почётный член Российской академии художеств. Кандидат географических наук (1996), доктор философских наук (2011). Ведущий научный сотрудник Института научной информации по общественным наукам (ИНИОН РАН). Профессор МИСИС и  МГИК . Президент Международной ассоциации семиотики пространства и времени (IASSp+T/AISE+T). Член редакционно-экспертного совета научного журнала «Наука телевидения», член редколлегии редколлегии журнала «Arctic and Antarctic International Journal of Circumpolar Socio-Cultural Issues».

## Биография
Выпускник МГУ им. М. В. Ломоносова (1992) и Института европейских культур при РГГУ (1998).
Двадцать лет проработала в Российском научно-исследовательском институте культурного и природного наследия имени Д. С. Лихачёва под руководством Ю. А. Веденина.
В 2015 году подготовила и опубликовала в издательстве МЦР книгу Н.К. Рериха «Дневник Маньчжурской экспедиции (1934—1935)» (публикация, комментарии, справочный аппарат, предисловие) и перешла на работу в Центр комплексных исследований российской эмиграции, затем в отдел культурологии ИНИОН РАН.
Заместитель по научной работе Генерального директора Музея имени Н. К. Рериха Международного Центра Рерихов (2018-2022). Главный редактор журнала «Культура и время», выпускаемого МЦР (2018-2022). 
Преподавательскую деятельность начала в Московском гуманитарном университете (2014), была также профессором Северо-Восточного федерального университета им. М. К. Аммосова (2015—2016), преподавателем кафедры общественно-гуманитарных дисциплин МШЭ МГУ (2015—2018), преподавателем Филиала МГУ им. М.В. Ломоносова в Ереване (2016—2024), профессором ГИТР (2018—2023).
Приглашенный докладчик на международных конференциях:
Иран, 2016, ICONFAAA; Iran, 2018, The first International conference of urban and intercity road landscapes (vernacular approach); TARTU SUMMER SCHOOL OF SEMIOTICS 2019 (Semiotic dimensions of spaces & literacies); Международная конференция Российского общества цвета 2020.
Автор долговременного междисциплинарного проекта и организатор международных междисциплинарных конференций «География искусства» (2009, 2013, 2017, 2018, 2019, 2020, 2021, 2022, 2023, 2024), составитель и ответственный редактор одноимённых сборников (1995—2023, 2024).

## Награды
- Медаль «В память 850-летия Москвы» (1997)
- Медаль имени Ю. А. Гагарина Федерации космонавтики России (за популяризацию достижений космонавтики) (2009)
- Юбилейная медаль «Святослав Рерих» (1999)[1]
- Юбилейная медаль «Ю. Н. Рерих. 100 лет» (2002)
- Юбилейная медаль «С. Н. Рерих. 100 лет» (2004)
- Юбилейная медаль «Центрально-Азиатская экспедиция Н. К. Рериха» (2008)

### Монографии
- Lavrenova O. Spaces and Meanings: Semantics of the Cultural Landscape. — Springer, 2019. — 216 p. ISSN 2510-442X. ISBN 978-3-030-15167-6. DOI: https://doi.org/10.1007/978-3-030-15168-3, https://www.springer.com/gp/book/9783030151676
- Лавренова О. А. Пространства и смыслы: Семантика культурного ландшафта. — М.: Институт Наследия, 2010. — 330 с.
- Лавренова О. А. Географическое пространство в русской поэзии XVIII — начала XX вв.: Геокультурный аспект. — М.: Институт Наследия, 1998. — 95 с.
- Chartier Daniel, Zamyatin Dmitry, Romanova Ekaterina et Lavrenova Olga. Géocultures. Méthodologies russes sur l’Arctique. — Montréal: Imaginaire Nord, coll. «Isberg», 2020. — 100p .,
- Бородулина Н. А., Вендина О. И., Галкина Т. А., Гудков Л. Д., Заяц Д. В., Колосов В. А., Криндач А. Д., Лавренова О. А., Середина Е. В., Трейвиш А. И., Туровский Р. Ф. Геополитическое положение России: представления и реальность. (Коллективная монография.) — М.: Арт-Курьер, 2000. — 352 с.
- Borodulina N. A., Galkina T., Gudkov L. D., Kolosov V. A., Krindach A. D., Lavrenova O. A., Seredina E. V., Treyvish A. I., Turovskiy P. F., Zayatz D. V. La Russia nelle imagini artistiche di poeti e compositori russi e sovietici // La collocazione geopolitica della Russia. (Коллективная монография.) — Torino: Edizioni, 2001. — 350 p.
- Бородулина Н. А., Вендина О. И., Галкина Т. А., Гудков Л. Д., Заяц Д. В., Колосов В. А., Криндач А. Д., Лавренова О. А., Середина Е. В., Трейвиш А. И., Туровский Р. Ф. Мир глазами россиян: мифы и внешняя политика. (Коллективная монография.) — М.: Общественное мнение, 2003. — 304 с.

### Сборники «География искусства»
- География искусства. Вып. 1-6 (Институт Наследия, 1995—2011).
- География искусства: междисциплинарное поле исследование. М., СПб.: Центр гуманитарных инициатив, 2016. 208 с.
- География искусства: инсайд-аут. М.: ГИТР, 2018. 316 с.
- География искусства: расширение горизонтов. М.: ГИТР, 2019. 414 с.
- География искусства: новые ракурсы. М.: ГИТР, 2020. 472 с.
- География искусства: пространство, подчиненное стилю. М.: ГИТР, 2021. 488 с.
- География искусства: многомерные образы пространства. М.: ГИТР, 2022. 374 с.
- География искусства: ландшафтные миры культуры и искусства. М.: ГИТР, 2023.
- География искусства: смыслы пространства. М.: ИНИОН, 2024. DOI 10.31249/978-5-94237-080-0/20

### Статьи
- Лавренова О. А. Философские травелоги Н. К. Рериха. К 150-летию со дня рождения // Вестник Московского государственного лингвистического университета.  Гуманитарные науки. 2024. Вып. 7 (888). С. 167–172.
- Lavrenova O. Philosophy and Semiotics of Colour and Light in the Artistic Legacy of the Roerich Family // Southern Semiotic Review, 20 2024 (ii). P. 93-114. HTTP://DOI.ORG/10.33234/SSR.20.5
- Lavrenova, Olga. Color Semantics of the Cultural Landscape // Arts 2023. 12: 111. https://doi.org/10.3390/arts12030111
- Lavrenova, O. "Chapter 4: Urban landscape as text". In Semiotic Approaches to Urban Space. Cheltenham, UK: Edward Elgar Publishing, 2024. Pp. 81–96. https://doi.org/10.4337/9781800887220.00011
- Лавренова О.А. Символика цвета в культурном ландшафте // Вестник культурологии. – 2023. – № 3(106). – С. 45–60. – DOI: 10.31249/hoc/2023.03.03
- Лавренова О.А. Любовь и место. Памяти И-Фу Туана // Географическая среда и живые системы. 2023; (2):58–67. https://doi.org/10.18384/2712-7621-2023-2-58-67
- Лавренова О. А. Семиотика городского ландшафта. Памяти профессора Пьера Пеллегрино // Вестник Московского государственного лингвистического университета. Гуманитарные науки.  2023. Вып. 5 (873). С. 163–168.   DOI 10.52070/2542-2197_2023_5(873)_168
- Adams Paul C. & Lavrenova  Olga A. Monuments to Lenin in the post-Soviet cultural landscape // Social Semiotics, 2023. DOI: 10.1080/10350330.2022.2158621
- Lavrenova, O. On the Borderline of the Worlds: Swamps in the mythopoetic world picture of the peoples of Russia. Shima, 16(2), 2022. P. 67–82. 10.21463/shima
- Лавренова О.А. Прецедентные тексты в философской системе Живой Этики: культурологический подход // Вестник МГЛУ. Гуманитарные науки. Выпуск 860. №5, 2022. С. 140–146. DOI 10.52070/2542-2197_2022_5_860_140
- Lavrenova Olga. The semiotics of cultural landscape / space // Semiotics of Space / Spaces of Semiotics. Ed. by Marcos, Isabel. Roma : Aracne editrice, 2021. ISBN 978-88-255-4147-2. P. 427–434
- Лавренова О.А. Семиосфера и дигитосфера: пересечение реального, виртуального и фейкового пространств // Человек: Образ и сущность. Гуманитарные аспекты. М.: ИНИОН РАН, 2022. № 1 (49): К 100-летию Ю. Лотмана. С. 28–43. DOI: 10.31249/chel/2022.01.02
- Лавренова О. А. Игры с пространством // Эпистемология и философия науки. 2021. Т. 58. № 1. С. 178—196. DOI: 10.5840/eps202158117, https://journal.iphras.ru/article/view/6289/3241
- Lavrenova O. «The seamy side of the city»: marginal landscapes and contemporary visual culture // Наука телевидения. № 17.2, 2021. С. 61-87. DOI: 10.30628/1994-9529-2021-17.2-61-87 Лавренова О. А. «Изнанка города»: маргинальные ландшафты и современная визуальная культура // Наука телевидения. № 17.2, 2021. С. 88-117. DOI: 10.30628/1994-9529-2021-17.2-88-117. https://tv-science.online/wp-content/uploads/2021/08/O.A.-Lavrenova.pdf
- Лавренова О. А. «Святые острова» в культурном ландшафте России // География искусства: пространство, подчиненное стилю. М.: ГИТР, 2021. — 472 с. ISBN 978-5-94237-074-9. С. 35-49. https://www.elibrary.ru/item.asp?id=47382159
- Лавренова О. А. Профессиональное документальное кино и «народное» видео о бездорожье Севера в контексте культурного ландшафта // Наука телевидения. № 16.2. С. 129—160. 10.30628/1994-9529-2020-16.2-129-158, https://tv-science.online/wp-content/uploads/2020/07/16.2-new-compressed.pdf
- Lavrenova O. El paisaje cultural como un reflejo de la teoría cognitiva de la metáfora // DeSignis. N 35, 2021. Semióticas cognitivas: nuevos paradigmas. P. 101—111. DOI: http://dx.doi.org/10.35659/designis.i35p101-111 , https://www.designisfels.net/wp-content/uploads/2021/12/designis-i35p101-111.pdf
- Lavrenova Olga. Semantics of the Roads in the Cultural Landscape: Circumpolar Dimension // Arctic & Antarctic International Journal of Circumpolar Sociocultural Issues, Volume 13, N 1, 2019: 9-24 (Buenos Aires). https://iacsi.hi.is/issues/2019_volume_13/1_article_vol_13.pdf
- Лавренова О. А. Философско-этическое учение Живая Этика: текст в культуре // Вестник культурологии. № 3, 2020. — С. 150—164. DOI:10.31249/hoc/2020.03.10 , http://inion.ru/ru/publishing/journals/vestnik-kulturologii/arkhiv/2020-3/filosofsko-eticheskoe-uchenie-zhivaia-etika-tekst-v-kulture
- Грибер Ю. А., Лавренова О. А. RUcolor2020: Обзор Международной научной конференции Российского общества цвета // Человек: Образ и сущность. Гуманитарные аспекты. М.: ИНИОН РАН, 2021. № 1 (45): Культурное пространство: от нарратива к семиотике. С. 229—239. DOI: 10.31249/chel/2021.01.13 , https://human-inion.org/files/13-ГриберЮА_ЛавреноваОА_1(45)-2021_229-239.pdf
- Лавренова О. А. «География искусства»: междисциплинарный проект в долговременной перспективе // Labyrinth. Теории и практики культуры. № 4, 2020. https://labyrinth.ivanovo.ac.ru/2020/12/29/labyrinth-теории-и-практики-культуры-2020-№-4/
- Лавренова О. А. Семиотическая концепция культурного ландшафта // Человек: образ и сущность. Гуманитарные аспекты. № 1 (36), 2019. С. 38-47. DOI: 10.31249/chel/2019.01.00, https://human-inion.org/article.php?id=77
- Лавренова О. А. Бытие МЕЖДУ. Семантика дорог в культурном ландшафте // Человек: Образ и сущность. Гуманитарные аспекты. — М.: ИНИОН РАН, 2020. № 1 (41): Гетеротопия и семиотика культурного ландшафта. С. 53-66. DOI: 10.31249/chel/2020.01.03, https://human-inion.org/article.php?id=100
- Лавренова О. А. Анналы Международной ассоциации семиотики пространства и времени Секция семиотики пространства на XIV Всемирном семиотическом конгрессе. Обзор // Человек: Образ и сущность. Гуманитарные аспекты. — М.: ИНИОН РАН, 2020. № 1 (41): Гетеротопия и семиотика культурного ландшафта. — С. 218—227. DOI: 10.31249/chel/2020.01.13 , https://human-inion.org/article.php?id=110
- Лавренова О. А. «Ключ Свода». «Цитадель» А. Экзюпери и «Напутствие Вождю» о духовном водительстве и идеальном государстве // Studia Litetraria Universitatis Iagellonicae Ceacoviensis 14 (2019), z. 3, p. 189—201, doi:10.4467/20843933ST.19.017.10675, https://www.ejournals.eu/Studia-Litteraria/2019/Volume-14-Issue-3/art/14925/
- Лавренова О. А. «Записные листы» Николая Рериха — космическая эссеистика // Studia Litteraria Universitatis Iagellonicae Cracoviensis. 2017. Tom 12. Zeszyt 4. S. 269—277. DOI: 10.4467/20843933ST.17.024.7789, https://www.ejournals.eu/Studia-Litteraria/2017/Volume-12-Issue-4/art/11163/
- Лавренова О. А., Филиппова В. В. Топонимика в культурном ландшафте Якутии: проблема текстуализации // Известия РАН. Серия географическая № 2, 2019. С. 129—136. DOI: 10.31857/S2587-556620192129-136, https://izvestia.igras.ru/jour/article/view/885
- Лавренова О. А. Сад как текст: исследования Д. С. Лихачева и современная гуманитаристика // Институт истории естествознания и техники им. С. И. Вавилова. Годичная научная конференция. 2019. — М.: ИИЕТ, 2019. С. 715—718.
- Лавренова О. А. «Пятое измерение»: искусство как способ осознания и конструирования пространства // География искусства: расширение горизонтов. — М.: ГИТР, 2019. — 414 с. ISBN 978-5-94237-069-5. C.207-215.
- Лавренова О. А. География как искусство: интерпретация и реконструкция образа мира // География искусства: инсайд-аут. — М.: ГИТР, 2018. ISBN 978-5-94237-068-8. С. 73-80.
- Lavrenova O. Nature and environment in Russian poetry // Literature of nature. An international sourcebook. — Chicago-London: Fitzroy Dearborn Publishers, 1998. P.229-235
- Лавренова О. А. Философия ландшафта и геокультурного пространства в творчестве Н. К. Рериха и С. Н. Рериха // Человек. — 2001. — № 1. — С.153—163.
- Лавренова О. А. «Пространство в бытии», или Время в культурном ландшафте // Вопросы культурологи. — № 12. — 2009. https://www.elibrary.ru/item.asp?id=14315735
- Лавренова О. А. Стратегии «прочтения» текста культурного ландшафта // Эпистемология & философия науки. — 2009. — Т. XXII. — № 4. — С. 123—141. https://cyberleninka.ru/article/n/strategii-prochteniya-teksta-kulturnogo-landshafta/viewer
- Лавренова О. А. Культура и пространство: ноосфера, пневматосфера и семиосфера как базисные концепты // Вестник Новосибирского государственного университета. Серия: Философия. — 2010. — Том 8. — Вып. 1. — С. 90-95.
- Лавренова О. А. Культурный ландшафт как знаковая система // Философия и культура. — 2010. — № 3 (27). — С. 61—70.
- Лавренова О. А. Семиотическая концепция культурного ландшафта // Обсерватория культуры. — 2010. — № 4. — С. 62—70.
- Лавренова О. А. Культура и пространство: гуманитарный дискурс // Вопросы культурологии. — 2010. — № 6. — С. 38—43. https://www.elibrary.ru/item.asp?id=15274989
- Лавренова О. А. Культурный ландшафт как метафора // Философские науки. — 2010. — № 6. — С. 92— 101. https://www.phisci.info/jour/article/view/2120/2004
- Лавренова О. А. Культурные миры и философия культуры в литературном наследии Н. К. Рериха: геокультурный аспект // Вестник исторической географии. — 2001. — № 2. — С. 87—106.
- Лавренова О. А. Новые направления культурной географии: семантика географического пространства, сакральная и эстетическая география // Культурная география. — М.: Институт Наследия, 2001. — С.95—126.
- Лавренова О. А. Сакральная семантика пространства // Наследие и современность. Информационный сборник. — Вып. № 9. — М.: Институт Наследия, 2002. — С. 3—19.
- Лавренова О. А. Культурный ландшафт: семантика культурно- географических взаимодействий // Известия РАН. Серия географическая. — 2003. — № 2. — С. 114—120.
- Лавренова О. А. Культурный ландшафт: от Земли к Космосу. Ноосферная концепция В. И. Вернадского и понятие культурного ландшафта // Биосфера. — 2003. — № 2.
- Лавренова О. А. Образ места и его значение в культуре провинции. В сб.: Геопанорама русской культуры. Провинция и её локальные тексты. — М.: Языки славянской культуры, 2004. — С. 413—426.
- Лавренова О. А. Ноосферная концепция культурного ландшафта // Язык и культура в Евразийском пространстве. Сборник статей XVII Международной научной конференции. 19—21 апреля 2004 г. — В 2 т. — Т. 2. — Томск: Изд-во ТГУ, 2004. — С. 606—614.
- Лавренова О. А. Культурный ландшафт: от Земли к Космосу // Космическое мировоззрение — новое мышление XXI века. Материалы международной научно-общественной конференции. — В 3 т. — Т.II. — М.: МЦР, Мастер-Банк, 2004. — С.140—151.
- Лавренова О. А. «Молитва Земли Небу». Философия ландшафта в творчестве Н. К. и С. Н. Рерихов // Культура и время. — 2004. — № 3/4. — С. 85—99.
- Лавренова О. А. Семиотизация культурного ландшафта в музеях-заповедниках (на примере музея-заповедника «Томская писаница») // География искусства. — Вып. 4. — М., 2005. — С.43— 58.
- Лавренова О. А. «Мой дом везде, где есть небесный свод…» Русский космизм начала XX века и современная гуманитарная география // Гуманитарная география. Научный и культурно-просветительский альманах. — Вып. 2. — М.: Институт Наследия, 2005. — С.6—25.
- Лавренова О. А. Сакральная география // Гуманитарная география. Научный и культурно-просветительский альманах. — Вып. 2. — М.: Институт Наследия, 2005. — С.365-370.
- Лавренова О. А. Семиотика культурного ландшафта // Гуманитарная география. Научный и культурно-просветительский альманах. — Вып. 2. — М.: Институт Наследия, 2005. — С.370—372.
- Лавренова О. А. От Земли к космосу: ноосферная концепция В. И. Вернадского и космический детерменизм А. Л. Чижевского // Гуманитарная география. Научный и культурно-просветительский альманах. — Вып.4. — М.: Институт Наследия, 2007. — С. 100—120.
- Лавренова О. А. Эстетическая география // Гуманитарная география. Научный и культурно-просветительский альманах. — Вып.4. — М.: Институт Наследия, 2007. — С.356-358.
- Лавренова О. А., Митин И. И. Топофилия // Гуманитарная география. Научный и культурно-просветительский альманах. — Вып. 4. — М.: Институт Наследия, 2007. — С. 339—342.
- Лавренова О. А. Два эссе об антропном пространстве-времени // Totallogy-XXI. Постнекласичнi дослідження. — № 19. — Киев: ЦГО НАН України, 2008. — С. 311—339.
- Лавренова О. А. Время, мерцающее в пространстве // Гуманитарная география. — Вып. 5. — М.: Институт Наследия, 2008. — С. 111—124.
- Лавренова О. А. География искусства и география литературы // Гуманитарная география. — Вып. 5. — М.: Институт Наследия, 2008. — С.211-213.
- Лавренова О. А. Перцепционная география // Гуманитарная география. — Вып. 5. — М.: Институт Наследия, 2008. — С. 260—264.
- Лавренова О. А. Философия пространства в русском космизме // Россия: воображение пространства / пространство воображения (Гуманитарная география: Научный и культурно-просветительский альманах. Специальный выпуск) / Отв. ред. И. И. Митин; Сост. Д. Н. Замятин, И. И. Митин. — М.: Аграф, 2009. — С.82—93.